# Locomotive Act
 (juillet 2011).
Si vous disposez d'ouvrages ou d'articles de référence ou si vous connaissez des sites web de qualité traitant du thème abordé ici, merci de compléter l'article en donnant les références utiles à sa vérifiabilité et en les liant à la section « Notes et références ».
Le Locomotive Act (aussi connu sous le nom de Red Flag Act) désigne le Locomotives Act 1865 introduit par le parlement britannique dans une série de mesures destinées à limiter l'emploi des véhicules à moteur sur la voie publique. Cette loi disposait, entre autres mesures, que tout véhicule motorisé devait être précédé d'un piéton agitant un drapeau rouge.
Dans cette loi, le mot locomotive désignait tout véhicule motorisé.

## Le contexte
Dans les années 1860, les machines automobiles (à vapeur) commençaient à être de plus en plus utilisées pour le transport et l'agriculture. De ce fait, elles menaçaient la sécurité du public. On pensait que ces engins allaient causer des accidents mortels, effrayer les chevaux, bloquer les voies étroites, et perturber la tranquillité nocturne. Le coût de l'entretien des routes était aussi un argument pour taxer ce nouveau type de véhicule pouvant atteindre une largeur de 2,3 m et un poids de 14 tonnes car on pensait qu'ils dégraderaient la route quand ils étaient propulsés à la « grande vitesse » de 16 km/h. Cependant, il fut démontré que les voitures à vapeur avaient de meilleurs freins (car ils ne bloquaient pas les roues), la largeur de leurs roues et l'absence d'impact des sabots des chevaux causaient moins de dommages aux routes que les voitures à chevaux.

## Les lois
- La loi Locomotives on Highways Act 1861[1] : 
  - limite le poids des véhicules à 12 tonnes ;
  - impose une limite de vitesse de 16 km/h et 8 km/h dans les villes.

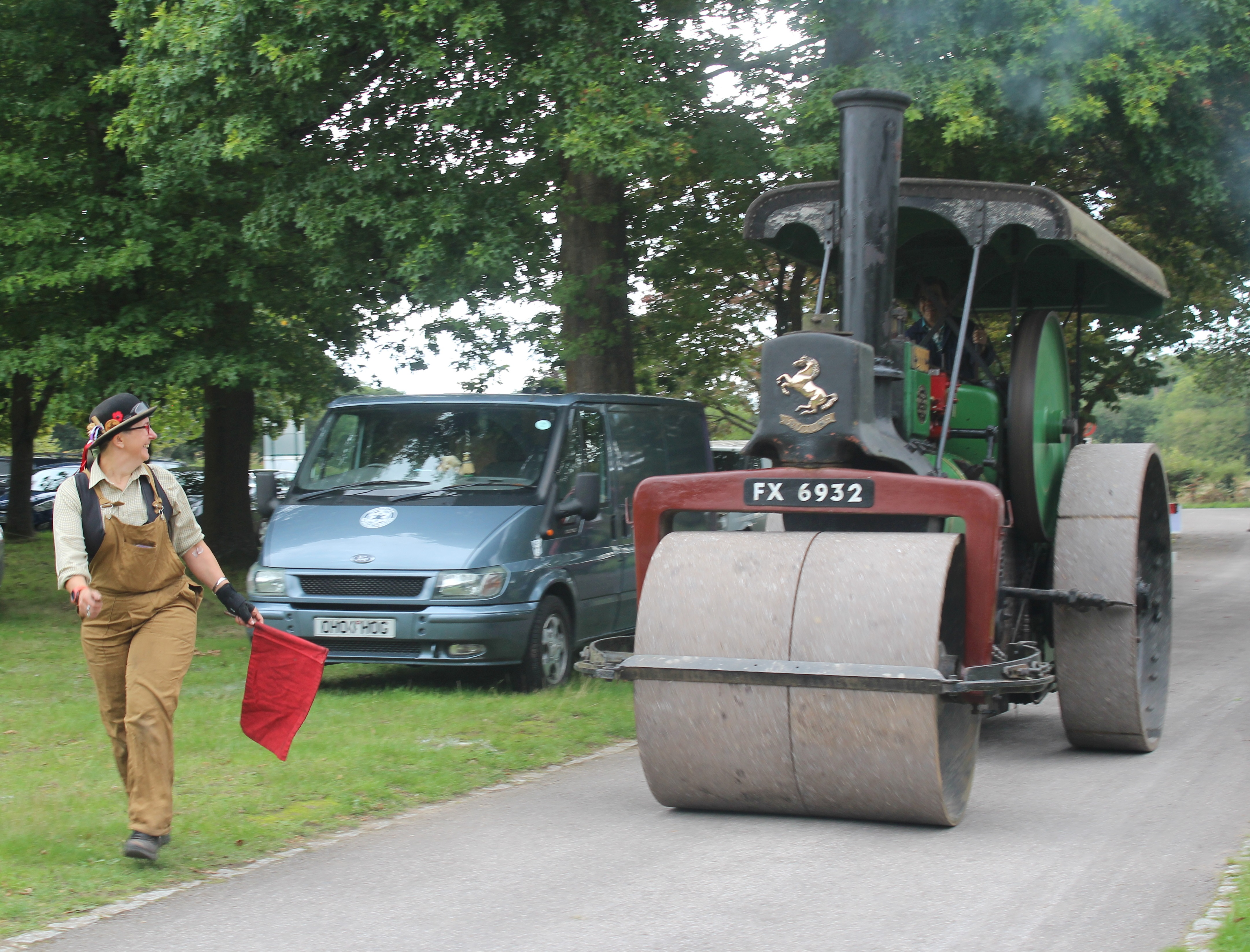
Rouleau compresseur précédé d'un drapeau rouge (Rural Life Centre, Tilford, Surrey).

- La loi Locomotive Act 1865 (Red Flag Act)[1],[2] :
  - limite la vitesse à 6 km/h sur les routes et 3 km/h dans les villes ;
  - dispose que les véhicules auto-propulsés doivent être conduits par un équipage de trois personnes : un conducteur, un chauffeur et un homme à pied muni d'un drapeau rouge, marchant à 55 m devant chaque véhicule ; l'homme avec un drapeau rouge ou une lanterne impose la vitesse et doit avertir les cavaliers et les véhicules hippomobiles de l'approche d'une machine automotrice.
- La loi Highways and Locomotives (Amendment) Act 1878[1],[2] :
  - le drapeau rouge est supprimé ;
  - la distance entre le piéton et le véhicule est réduite à 18 m ;
  - les véhicules doivent s'arrêter quand un cheval est en vue ;
  - les véhicules ne doivent émettre ni fumée ni vapeur pour ne pas effrayer les chevaux.

En 1895, certains conducteurs des premiers véhicules à vapeur légers pensaient pouvoir être assimilés à des chariots sans chevaux et donc dispensés d'être précédés d'un piéton. Le cas fut traité par une cour de justice qui les déclara « locomotives routières » car ils pouvaient tracter une remorque. Cependant le contrevenant ne fut condamné qu'à une amende d'un shilling. La réaction à cet événement fut un appel pour l'abrogation de la loi.

## L'émancipation
Sous la pression de passionnés de l'automobile, dont le fabricant de Coventry, Harry John Lawson, le gouvernement a introduit le Locomotives on Highways Act 1896, connu sous le nom de la loi Emancipation Act, qui a défini une nouvelle catégorie de véhicules légers de moins de trois tonnes à vide. Ces véhicules ont été exemptés de la règle des trois membres d'équipage, et ont été autorisés à rouler à 22 km/h. Lors de la publication de la Loi sur l'émancipation, Lawson a organisé la première course de Londres à Brighton,.
L'assouplissement des restrictions d'utilisation a ouvert la voie au développement de l'industrie automobile britannique.
Près d'un siècle et demi plus tard, le journaliste automobile et auteur L. J. K. Setright (en) émit l'hypothèse que les lois ont été mises en place pour empêcher le développement automobile dans le Royaume-Uni, en raison des intérêts financiers que certains membres du gouvernement et d'autres personnalités avaient dans le développement de l'industrie ferroviaire.

## L'abolition
Le Locomotive Act a été en partie aboli à partir de 1896. Certains de ses articles :
- (a) section 6 du Locomotive Act 1861 ;
- (b) section 7 du Locomotives Act 1898 ;

ont été supprimés en 1980.